# روزا ماريا ساردا
روزا ماريا ساردا (بالإسبانية: Rosa Maria Sardà)‏ (1941 - 2020)، هي ممثلة إسبانية، تُعتبر كواحدة من الممثلات الرائدات في المشهد الإسباني.
وُلدت في مدينة برشلونة يوم 30 يوليو 1941، وترعرعت في منطقة حي سانت أندريو، حيث بدأت حياتها المهنية كممثلة مسرحية. وهي الأخت الكبرى للصحفي والكاتب خافيير ساردا.
تُوفيت يوم 11 يونيو 2020 بمدينة برشلونة.

## من أعمالها
- ملكة إسبانيا (فيلم)
- كل شيء عن أمي (فيلم)
- فتاة أحلامك (فيلم)

## روابط خارجية
- روزا ماريا ساردا على موقع IMDb (الإنجليزية)
- روزا ماريا ساردا على موقع ألو سيني (الفرنسية)
- روزا ماريا ساردا على موقع ميوزك برينز (الإنجليزية)
- روزا ماريا ساردا على موقع أول موفي (الإنجليزية)
- روزا ماريا ساردا على موقع قاعدة بيانات الأفلام السويدية (السويدية)
- روزا ماريا ساردا على موقع قاعدة بيانات الفيلم (الإنجليزية)
- روزا ماريا ساردا على موقع كينوبويسك (الروسية)